# Соколовский, Сергей Михайлович
Сергей Михайлович Соколовский (24 июня 1860, Вологда, Российская империя — 1 мая 1927, Рославль, Смоленская губерния) — археолог, краевед, коллекционер, основатель Рославльского естественно-исторического музея.

## Биография
Отец работал учителем гимназии.
В 1880 г. окончил Александровское техническое училище.
В 1880 г. поступил на службу в Вологодский почтово-телеграфный округ, откуда вскоре был уволен «по политической неблагонадежности». С 10 ноября 1880 г. некоторое время работал техником в Вологодской городской управе.
Переехав на Украину, служил в Полтавском губернском земстве. Именно здесь он впервые увлекся краеведением.
Летом 1896 г. С. М. Соколовский вместе с семьей эмигрировал в Североамериканские Соединенные Штаты. Там, сменив множество профессий, он, наконец, приобрел небольшой участок земли в Калифорнии и стал фермером, а в качестве хобби занялся коллекционированием морской фауны. Собранную коллекцию он впоследствии подарил школе г. Сан-Бернардино, где учились его дети.
В самом конце XIX в. вернулся в Российскую империю, недолго пожил в Полтаве, а в июне 1902 г. переехал в Рославль. Здесь до 1918 г. он работал техником уездного земства. Территория доселе незнакомого ему Рославльского уезда поразила его обилием археологических памятников различных исторических эпох и разной степени сохранности. В свободное от служебной деятельности время начал планомерное изучение уезда.
С 1902 по 1927 гг. провел археологические исследования по берегам рек Стомети, в верховьях рек Ипути, Воронины, Остра, частично — Десны. Им было раскопано 147 курганов, 18 городищ, несколько могильников. С 1908 г. сотрудничал в Смоленской губернской ученой архивной комиссии. По результатам исследований составил археологическую карту Рославльского уезда (1918 г.). На ней были нанесены точные места расположения неолитических стоянок, курганов, городищ, селищ и других объектов. Этот замечательный документ был выслан на 1-ю отчётную Выставку Главнауки.
С 1908 г. С. М. Соколовский сотрудничал в Смоленской ученой архивной комиссии. С этого момента прослеживаются довольно четко его творческие, научные связи с историками и меценатами из Смоленска.
Другие члены семьи Соколовского также не остались в стороне от краеведческой работы и участия в пополнении смоленских коллекций. Так, его дочь Э. С. Соколовская и Н. Р. Никольская в 1912 г. передали в уже упоминавшийся ранее музей Общества изучения Смоленской губернии два гербария, содержавших соответственно 216 и 268 видов местной флоры.
Состоял действительным членом Общества изучения Смоленской губернии, музею которого подарил в 1915 г. старинную рукопись. Жертвовал исторические предметы музею М. К. Тенишевой.
27 мая 1918 г. назначен уполномоченным художественно-археологического подотдела ОНО Западной области по Рославльскому уезду. Являлся членом коллегии ОНО Рославльского уисполкома.

Свою деятельность в новой должности он начал с обращения «К гражданам Рославльского уезда»: 
«По постановлению Отдела Народного Образования Западной области от 27 мая за № 5 я уполномочен наблюдать и охранять доисторические памятники Рославльского уезда … от умышленной порчи их раскопкой, распашкой, застройкой и проч.

 ..Ссылаясь на это постановление отдела, прошу Волостные Советы Рославльского уезда … широко оповестить местное население, что с настоящего времени ни под каким видом не может быть допущена порча и уничтожение доисторических памятников уезда…

Хранитель доисторических памятников Рославльского уезда С. М. Соколовский» .
В 18 июля 1918 г. положил начало Рославльскому «Обществу изучения края», написал его Устав. При обществе тогда же был основан музей. Он получил название естественно-исторического музея (или Природы и истории края). Кроме охраны памятников археологии, на Сергея Михайловича возлагалась обязанность сберечь от грабежей и полного уничтожения культурные ценности из рославльских усадеб. Возможно, этим источником комплектования фондов было обусловлено довольно быстрое учреждение музея. Окончательно юридический статус музея как государственного учреждения был закреплен 2 июля 1920 г., когда отдел управления Рославльского исполкома, разрешил Соколовскому заказать штамп и печать музея в мастерской Злотникова.
Основу музея составили археологическая и минералогическая коллекции Соколовского. Однако еще два года экспозиция была недоступна для посетителей из-за отсутствия музейного оборудования. Являясь бессменным заведующим и хранителем музея, Соколовский был автором многих научно-популярных статей в газете «Коммунист». Подготовил для печати несколько собственных работ, впоследствии частично изданных А. Н. Лявданским. С. М. Соколовский возглавлял музей вплоть до своей кончины в 1927 г. После смерти Соколовского музею было присвоено его имя.
Новым заведующим музеем был назначен сын Сергея Михайловича Б. С. Соколовский, который до этого работал научным сотрудником.

## Семья
- Дочь Э.С. Соколовская.
- Сын Б.С.Соколовский